# Ciborowice
Ciborowice – wieś w Polsce położona w województwie małopolskim, w powiecie proszowickim, w gminie Proszowice.
W latach 1975–1998 miejscowość administracyjnie należała do województwa krakowskiego.